# 인간 유전체 프로젝트

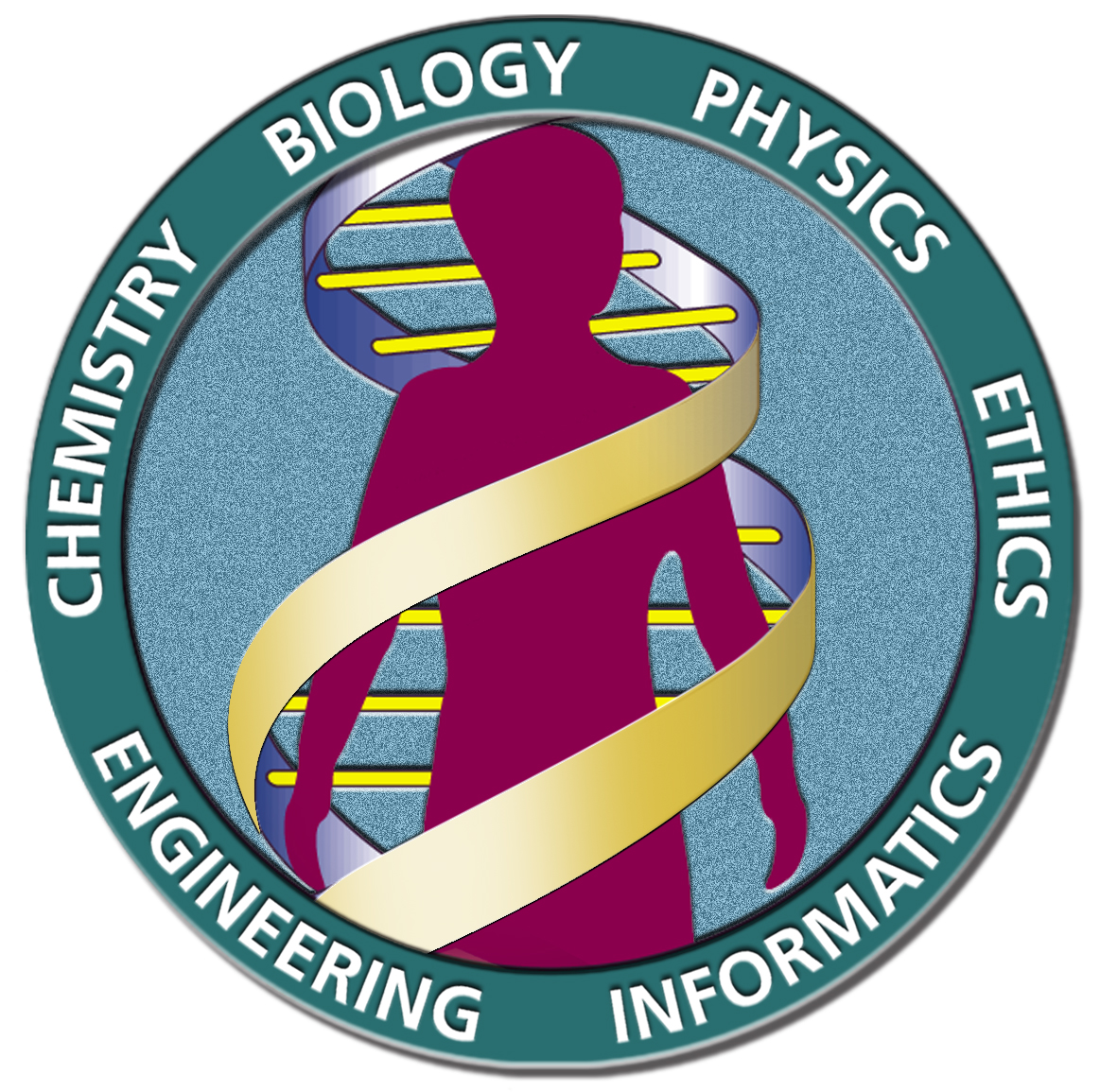

인간 유전체 프로젝트(Human Genome Project, HGP)는 2003년까지 인간 게놈에 있는 약 32억개의 뉴클레오타이드 염기쌍의 서열을 밝히는 것을 목적으로 한 프로젝트이다.
이 프로젝트는 미국, 영국, 일본, 독일, 프랑스, 그리고 중국 6개국의 공동 노력과 셀레라 지노믹스(Celera Genomics)라는 민간 법인의 후원을 받아 이루어지게 되었다.
이 프로젝트의 첫 단계는 효모와 선충류 등을 포함한 다른 종의 지놈 서열을 밝히는 것으로서 이미 완성되어 있었고, 이것에서 더욱 복잡한 인간 지놈을 이해하기 위한 프로젝트가 된 것이다.
인간 유전체 프로젝트의 결과는 의학과 과학 분야에 많은 충격을 주었고, 이 결과로 많은 질병의 원인이 되는 유전자의 염색체 상에서의 위치를 이해할 수 있게 되었다.
인간 지놈의 모든 유전자를 물리적 그리고 기능적으로 식별 및 매핑하는 것을 목표로 하는 국제 과학 연구 프로젝트 관점. 그것은 세계에서 가장 큰 협동 생물학 프로젝트이다.
계획이 시작되었을 때 미국 정부에 의해 1984년 아이디어가 집계된 후, 이 프로젝트는 공식적으로 1990년에 시작되어 2003년에 완료되었다고 선언되었다.
특정 개체의 "지놈"은 고유하다. "인간 지놈"을 매핑하는 것은 적은 수의 개체를 시퀀싱 한 다음 이들을 조합하여, 각 염색체에 대한 완전한 시퀀스를 얻는 것이었다. 완성 된 인간 지놈은 모자이크이므로, 어떤 개인도 대표하지 않는다.
또한 인간 유전체 프로젝트의 목적은 인간 유전자의 종류와 기능을 밝히고, 이를 통해 개인, 인종, 환자와 정상인간의 유전적 차이를 비교하여 질병의 원인을 규명하는데 있다.
이렇게 알아낸 유전 정보는 질병 진단, 난치병 예방, 신약 개발, 개인별 맞춤형 치료 등에 이용될 수 있다는 점에서 큰 의의가 있다.

## 역사
DNA를 이해하기 위한 인간 유전체 프로젝트 (Human Genome Project)는 1990년에 시작되어 13년 동안 공공 유상으로 수행된 프로젝트로, 15년 이내에 전체 진균류와 인간 지놈의 DNA 서열을 결정하는 것을 목표로 하고 있었다.
1985년 5월, 로버트 신쉬머 박사(Robert Sinsheimer)는 인간 유전자의 배열에 대해 논의하기 위한 워크샵을 조직하였지만, 많은 이유들로 NIH(National Institutes of Health)는 그 제안을 추구하는 데 관심이 없었다.
다음 해 3월 산타페 워크샵은 에너지 부 건강 환경 연구실 (OHER)의 Charles DeLisi와 David Smith가 주최했다. 동시에 뢰나토 듀뷰코 (Renato Dulbecco)는 Science의 에세이에서 전체 지놈 시퀀싱을 제안했다.
제임스 왓슨 (James Watson)은 2 개월 후에 콜드 스프링 하버 연구소 (Cold Spring Harbor Laboratory)에서 열린 워크샵을 진행했다.
산타페 워크샵이 연방 기관에 의해 동기 부여 되고 지원 받았다는 사실은 그 아이디어를 공공 정책으로 전환하기 위한 어렵고 난관이 많은 경로였지만, 길을 열었다.
당시 에너지 연구 차관보 (Alvin Trivelpiece)의 메모에서 OHER 이사였던 Charles DeLisi는 이 프로젝트에 대한 광범위한 인간 유전체 프로젝트의 계획을 설명했다.
이로 인해 OHER는 1986년에 프로젝트를 시작하고 Reagan의 1988년 예산 제출물에 있던 HGP의 첫 번째 항목을 추천할 수 있는 기금의 승인된 재프로그래밍을 유도하는 길고 복잡한 사슬의 연쇄를 시작했다. 의회의 승인에서 특히 중요했던 것은 DeLisi와 친구가 된 Peter Domenici 상원 의원의 적극적인 지지였다.
도미니치 (Domenici)는 에너지 및 천연 자원에 관한 상원위원회와 예산위원회 (DOE budget process)의 핵심을 맡았다. 의회는 NIH 예산과 비슷한 금액을 추가함으로써 두 기관의 공식 자금 조달을 시작했다.
알빈 트리빈피스 (Alvin Trivelpiece)는 윌리엄 플린 마틴 (William Flynn Martin) 차관보의 델리이 (DeLisi) 제안에 대한 승인을 모색했다. 이 인간 지놈을 알기 위한 차트는 1986년 봄 Trivelpiece가 에너지 부의 에너지 연구실 국장에게 마틴과 조셉 살가도 (Joseph Salgado)에게 프로젝트를 시작하기 위해 4백만 달러를 재프로그램 하려는 의도에 대해
간략히 설명하기 위해 사용되었다. 헤링턴 장관 승인. 이 재프로그래밍은 레이건 행정부의 1987년 예산안 제출을 위해 미화 약 1천 6백만 달러의 예산안이 의회에 제출되었다. 인간 게놈 프로젝트는 원래 목표의 실험을 5년보다 2년 앞선 2003년 완료되었다.

## 같이 보기
- 생물정보학
- 유전체학
- 개인유전체학
- 햅맵 프로젝트
- 1000 유전체 프로젝트